# Антагонисти леукотриенских рецептора
Антагонисти леукотриенских рецептор или  антагонисти цистеинил-леукотриенских рецептора су новији лекови за превенцију напада астме.

## Индикације
Антагонисти рецептора цистеинил-леукотриена спречавају астму изазвану аспирином, инхибирају астму изазвану вежбањем и смањују рани и касни одговор бронхијалног стабла на инхалациони алерген. 
Сви леукотриени делују на исти тип цистеинил-леукотриенских рецептора високог афинитета. Ови лекови опуштају глатке мишиће дисајних путева код благих облика астме. Они смањују и еозинофилију спутума, иако до сада није било јасних доказа да утичу на инфламаторни процес који постоји код хроничне астме. Ова група лекова укључује монтелукаст и зафирлукаст. 
У лечењу астме код деце примењује се монтелукаст. Он се показао као делотворан у терапији астме са напором као и код болесника који имају конкомитантни ринитис.

## Примена
Лекови из групе антагониста леукотриенских рецептора примјењују се орално.

## Механизам деловања
Спорореагујуће супстанце анафилаксе, цистенил-леукотриени (LTC4, LTD4, LTE4), ослобођени из проинфламаторних ћелија (еозинофили, мастоцити и базофили), настају деловањем 5-хидрокси липогеназе на арахидонску киселину (прво пронађени у леукоцитима, па тако и име добили), имају значајну бронхоконстрикторну активност неколико десетина пута јачу од хистамина и метахолина. 
Њихово деловање је углавном проинфламаторно и блокирањем синтезе леукотриена или њиховим везивањем за рецепторе остварују се најважнија дејства антилеукотриена код оболелих од астме:
- смањење бронхоконстикције и еозинофилије у крви и дисајним путевима;
- смањење ремоделовања дисајних путева;
- дуготрајно побољшање дисајне функције, мање дневних и ноћних тегоба;
- смањена употреба бронходилататора за прекид погоршања астме, мањи број егзацербација астме;
- не мењају промер дисајних путева код здравих особа у бронхопровокативним тестовима.